# Verdeeltafel

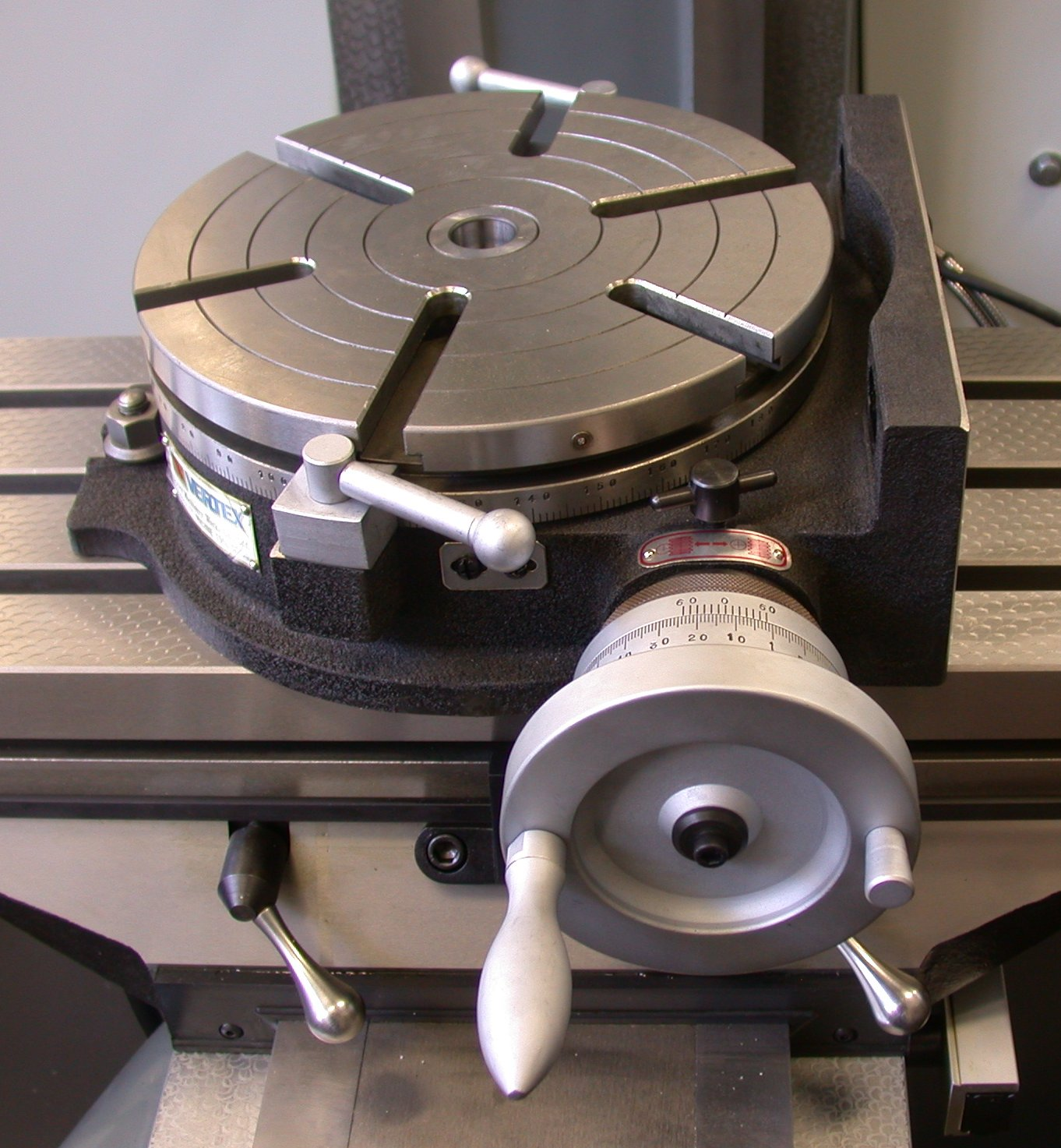
Een verdeeltafel

Een verdeeltafel is een precisie-opspangereedschap voor metaalbewerking. Het stelt de gebruiker in staat om boor- of snijhandelingen te verrichten langs exacte intervallen rond een vaste (doorgaans horizontale of verticale) as. Sommige verdeeltafels maken gebruik van indexplaten voor indexeringshandelingen, andere kunnen ook uitgerust worden met verdeelplaten die het mogelijk maken om intervallen te gebruiken die de indexeerplaten niet toelaten.